# Виламаня
Вилама̀ня (на италиански: Villamagna) е село и община в Южна Италия, провинция Киети, регион Абруцо. Разположен е на 255 m надморска височина. Населението на общината е 2409 души (към 2014 г.).